# (9358) Fårö
(9358) Fårö – planetoida z pasa głównego asteroid okrążająca Słońce w ciągu 4 lat i 111 dni w średniej odległości 2,64 j.a. Została odkryta 29 lutego 1992 roku w Europejskim Obserwatorium Południowym w ramach programu poszukiwania planetoid i komet Uppsala-ESO. Nazwa planetoidy pochodzi od niewielkiej wyspy Fårö, położonej na północ od Gotlandii. Przed jej nadaniem planetoida nosiła oznaczenie tymczasowe (9358) 1992 DN7.